# Kenyasparv
Kenyasparv (Passer rufocinctus) är en fågel i familjen sparvfinkar inom ordningen tättingar.

## Utseende och läte
Kenyasparven är en typisk sparvfink med streckad rygg, grått på hjässa och nacke samt svart haklapp. I flykten syns tydligt att övergumpen är roströd. Könen är lika, men hanen har tydligare svart haklapp och mer rostrött i ansiktet. Båda könen har ljust öga, vilket skiljer arten från törnsparven. Lätet är ett gladlynt tjirpande likt andra sparvfinkar.

## Utbredning och systematik
Fågeln förekommer i Kenya och Tanzania och föredrar torr, skogbeklädd savann och jordbruksbygd.
Taxonomin för denna art och dess närmaste släktingar är omdiskuterad. Vissa auktoriteter slår ihop detta taxon med akaciasparv och sokotrasparv som arten P. motitensis. Andra för även shelleysparv och kordofansparv till detta artkomplex. En ytterligare variant är att särskilja akaciasparv och sokotrasparv som egna arter, men slå ihop kordofansparv, kenyasparv och törnsparv till en art, P. kordofanicus.

## Status och hot
Arten har ett stort utbredningsområde och en stor population med stabil utveckling och tros inte vara utsatt för något substantiellt hot. Utifrån dessa kriterier kategoriserar internationella naturvårdsunionen IUCN arten som livskraftig (LC). Världspopulationen har inte uppskattats men den beskrivs som vanlig i hela utbredningsområdet.

## Bildgalleri

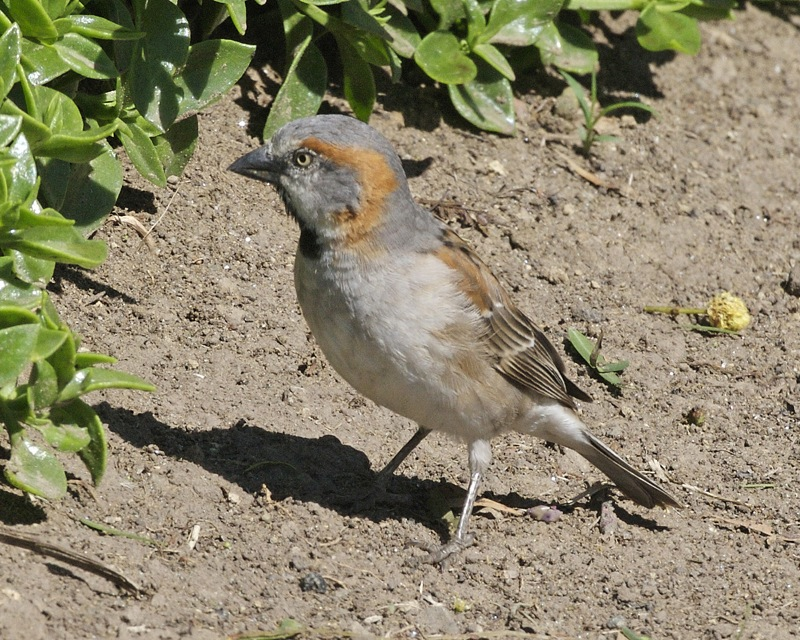
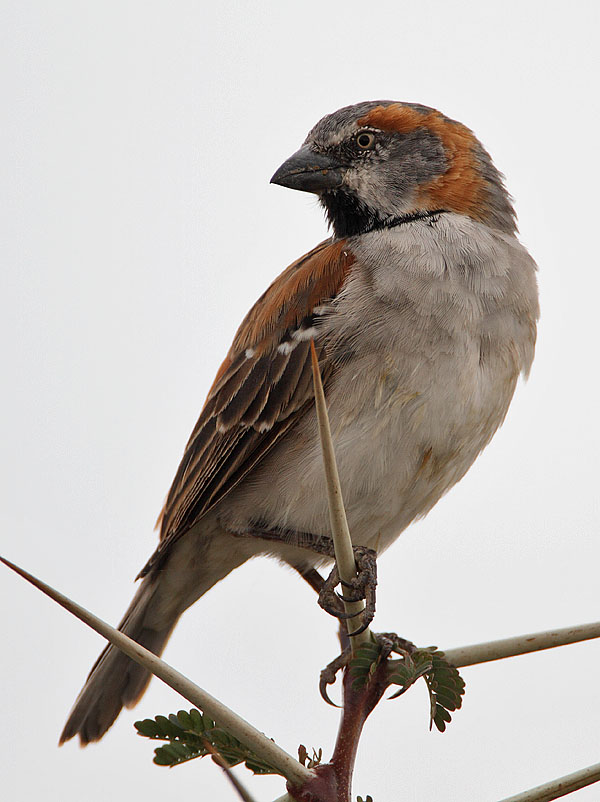